# Åråsen Stadion
L'Åråsen Stadion est un stade situé à Kjeller, dans le comté d'Akershus et l'aire métropolitaine de Lillestrøm, en Norvège, inauguré en 1951.
Il est par ailleurs le stade-résident du club de football du Lillestrøm SK évoluant en Tippeligaen.